# Nicole Couch
Nicole Couch (ur. 18 sierpnia 1969) – amerykańska gitarzystka grająca heavy metal. Razem z przyjaciółkami stworzyła zespół Phantom Blue.
Nicole urodziła się w Chicago w stanie Illinois.
Gdy miała pięć lat zaczęła grać na fortepianie, a w wieku dwunastu lat na gitarze. Opuściła dom w wieku szesnastu lat i zaczęła studiować na muzycznej uczelni.